# Alta de Lisboa

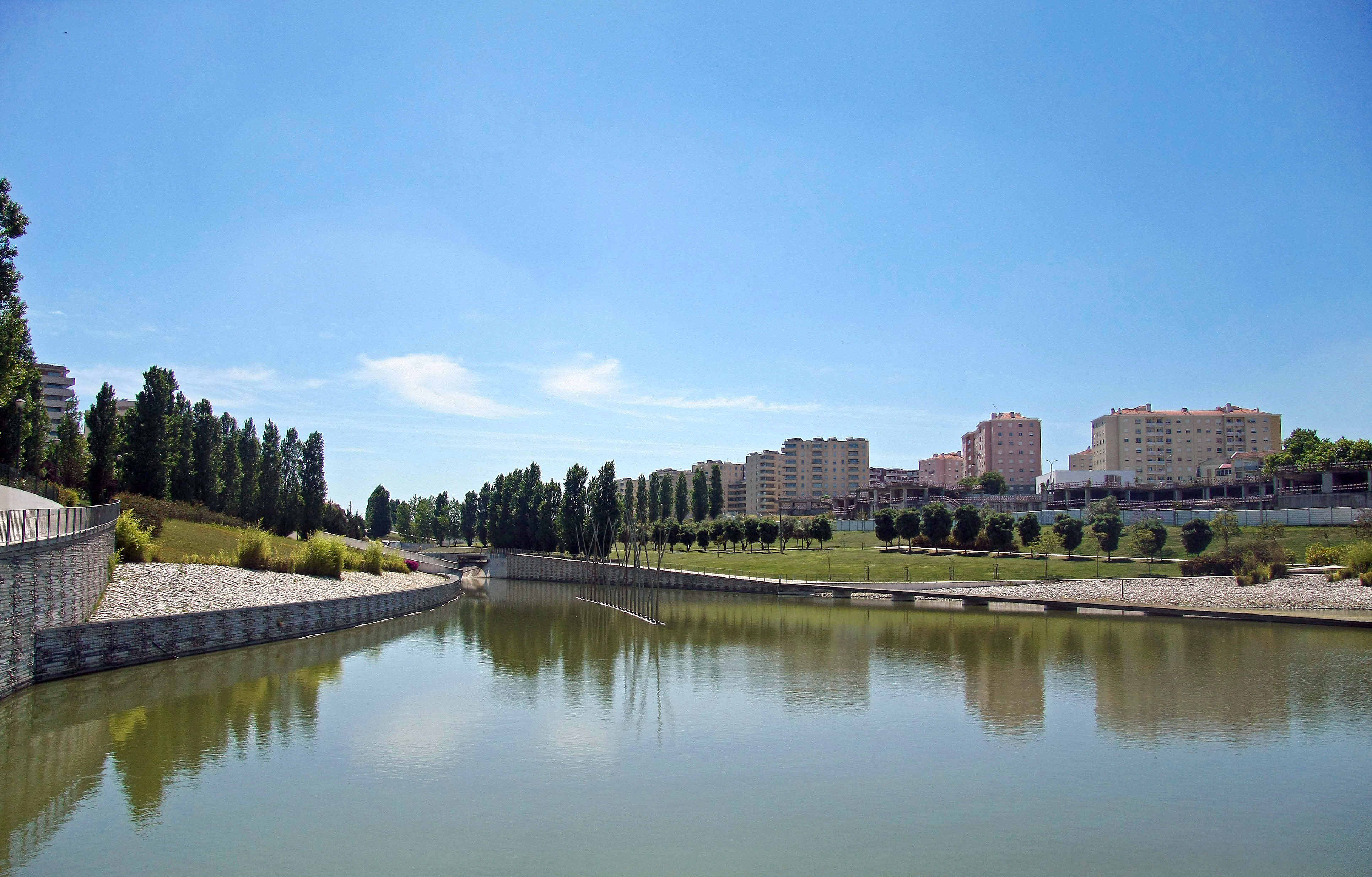
El parque fue construido en 2006 bajo el Plan de Urbanización de Alta de Lisboa, en una zona de valle, y por lo tanto es uno de los espacios verdes más recientes de la ciudad. Realiza una función ecológica fundamental, a través de una cuenca de retención que permite el uso de agua de lluvia para la alimentación de lagos, riego de céspedes y mantenimiento sostenible de toda la vegetación en el parque.

La Alta de Lisboa es un proyecto urbanístico portugués localizado en el norte de Lisboa. Es uno de los mayores proyectos de Europa. 
El proyecto de la Alta de Lisboa incluye:
- Inversión de aproximadamente 1.100.000.000 euros
- 300 hectáreas de terreno
- La misma población que la ciudad de Coímbra
- 2.500.000 m² de construcciones
- 20,750 fracciones
- 80,000 habitantes
- 500.000 m² para el sector terciario
- 4 estaciones de metro
- 3 parques
- 70 hectáreas de zonas verdes
- 20 centros de deportes
- 21 colegios, albergues, centros de ancianos etc.
- 1 comisaría
- 2 estaciones de bomberos
- 25 km de carreteras
- Creación de 7000 empleos
- 4.000 nuevas familias